# Go-Toba In no Shimotsuke
Go-Toba In no Shimotsuke (後鳥羽院下野) est une poétesse et courtisane japonaise de la fin de l'époque de Heian et du début de l'époque de Kamakura. Elle est la petite-fille de Hafuribe no Narinaka, la femme de Minamoto no Ienaga et la mère de Sōheki Mon In no Tajima, tous poètes. Elle est aussi connue sous le nom de Shinnō (信濃).
En 1203, elle est affectée comme servante auprès de l'empereur retiré Go-Toba et rencontre Ienaga, vassal de l'empereur, et l'épouse. 
Comme poète, elle participe à plusieurs utaawase (compétitions de waka) en 1232, 1236, 1248 et 1251. Quelques-uns de ses poèmes apparaissent dans l'anthologie impériale Shin Kokin Wakashū. Elle est considérée comme l'une des trente-six poétesses immortelles.